# Chinchero (distrito)
O distrito peruano de Chinchero  é um dos 7 distritos da Província de Urubamba, Cusco, Peru.

## História

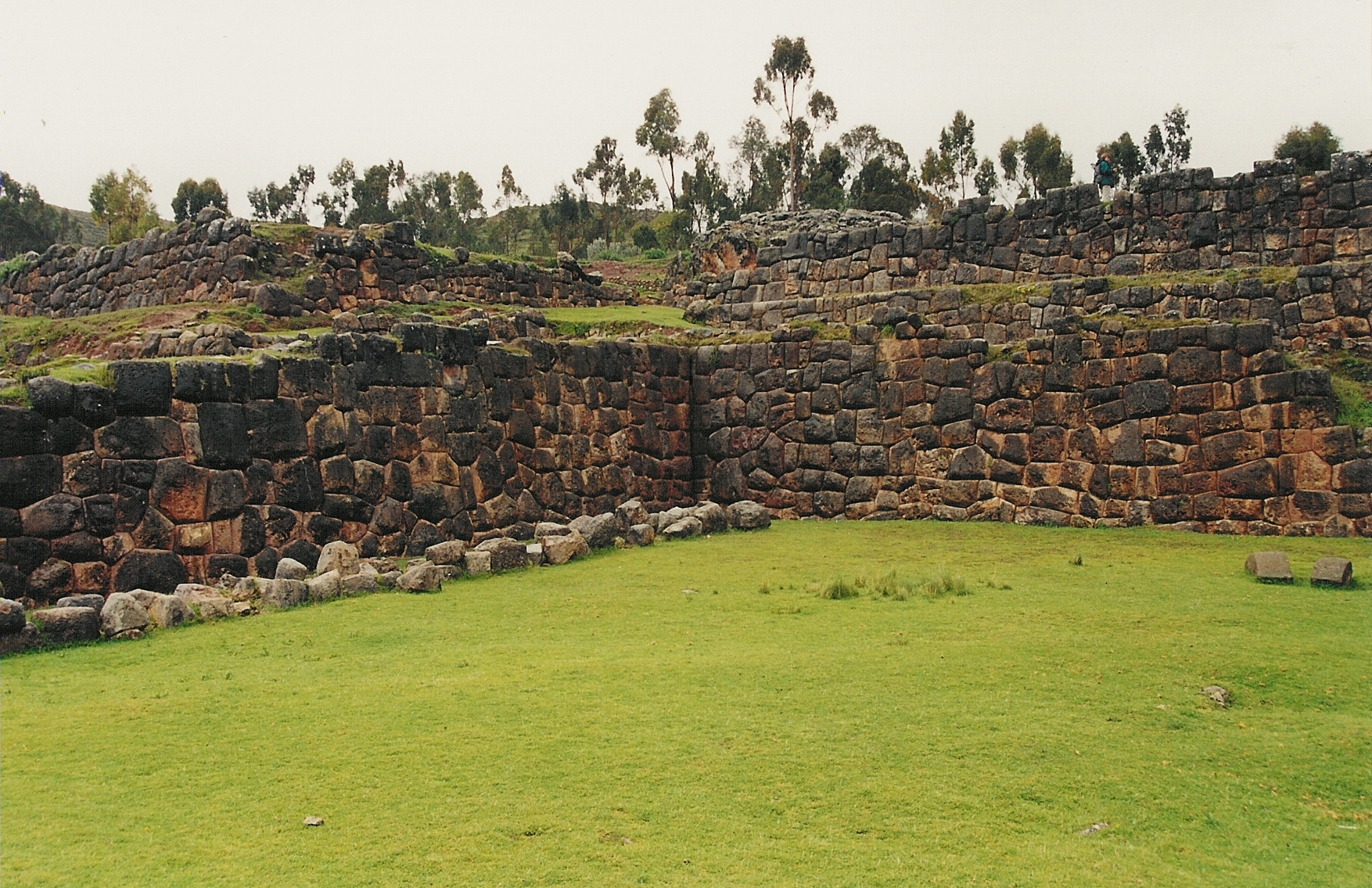
Sitio arqueológico de Chinchero

As origens de Chinchero se perdem nas brumas do tempo. Acredita-se que remonta cerca de dois mil anos atrás. Os primeiros habitantes da região foram os Ayarmacas que, após sofrerem assédio dos incas, defenderam seu território e ofereceram uma grande resistência antes de serem incorporado no império. Chinchero foi o local escolhido pelo Inca Túpac Yupanqui para estabelecer a sua residência. Construiu belos palácios para seu uso pessoal e de sua panaca.
Em 1536, durante a conquista espanhola, Manco Inca iniciou sua rebelião queimando Chinchero para que os espanhóis não pudessem renovar seus suprimentos deixando-o de persegui-lo em sua retirada para a selva. 
Quando o vice-rei Francisco de Toledo (1569 — 1581) visitou Cusco, ele parou em Chinchero. Aqui ele estabeleceu uma redução de índios e construiu a atual igreja sobre o alicerce da moradia dos Incas. 
Mais tarde, durante a revolução de Túpac Amaru II  (1780), o curaca de Chinchero, Mateo García Pamacahua, levantou-se a favor do rei da Espanha para lutar contra o rebelde. O triunfo de Pumacahua foi imortalizado em um mural onde um puma derrota uma cobra (Amaru).
Oficialmente, o distrito de Chinchero foi criado em 9 de setembro de 1905 pela Lei nº 59 no governo do presidente José Pardo e Barreda .

## Transporte
O distrito de Chinchero é servido pela seguinte rodovia:
- PE-28F, que liga o distrito de Cachimayo à cidade de Urubamba [1][2][3]